# Pallaimorphina
Pallaimorphina es un género de foraminífero bentónico de la subfamilia Pallaimorphininae, de la familia Chilostomellidae, de la superfamilia Chilostomelloidea, del suborden Rotaliina y del orden Rotaliida. Su especie tipo es Pallaimorphina ruckerae. Su rango cronoestratigráfico abarca desde el Albiense (Cretácico inferior) hasta el Paleoceno.

## Clasificación
Pallaimorphina incluye a las siguientes especies:
- Pallaimorphina heliciformis †
- Pallaimorphina magna †
- Pallaimorphina minima †
- Pallaimorphina minuta †
- Pallaimorphina ruckerae †
- Pallaimorphina ultraminima †
- Pallaimorphina yamaguchii †

Otra especie considerada en Pallaimorphina es:
- Pallaimorphina taganensis †, de posición genérica incierta